# 김기홍 (조직폭력배)
김기홍(金基洪, ? ~ ?)은 대한민국의 조직폭력배이다. 동대문파 소속으로 이정재와 가깝게 지냈으나 1954년에 조직을 탈퇴했다.

## 김기홍이 등장한 작품
- 《무풍지대》(1989) (배우: 김성겸)

- 《야인시대》(2002) (배우: 김영기)